# Arrow (2.ª temporada)
A segunda temporada da série de televisão estaduidense Arrow estreou na The CW em 10 de outubro de 2013 e foi concluída em 14 de maio de 2014, com um total de 23 episódios. A série é baseada no personagem Arqueiro Verde da DC Comics, um combatente do crime fantasiado criado por Mort Weisinger e George Papp, e se passa no Universo Arrow, compartilhando continuidade com outras séries de televisão do Universo Arrow. Os produtores desta temporada foram Greg Berlanti, Marc Guggenheim e Andrew Kreisberg. Stephen Amell estrela como Oliver Queen, com os principais membros do elenco Laurel Lance, David Ramsey como John Diggle, Willa Holland como Thea Queen, Emily Bett Rickards como Felicity Smoak, Susanna Thompson como Moira Queen e Paul Blackthorne como Quentin Lance também retornando da temporada anterior. Se juntam a eles Colton Haynes como Roy Harper e Manu Bennett como Slade Wilson, que foram promovidos ao elenco principal da série de seu status de elenco recorrente na temporada anterior.
A série segue o playboy bilionário Oliver Queen (Stephen Amell), que afirmou ter passado cinco anos naufragado em Lian Yu, uma ilha misteriosa no Mar do Norte da China, antes de voltar para Starling City (mais tarde renomeada como "Star City") para combater o crime e a corrupção como um vigilante secreto cuja arma de escolha é um arco e flecha. Na segunda temporada, Oliver prometeu parar o crime sem matar criminosos, usando "O Arqueiro" como seu novo nome para representar isso, e é auxiliado por aliados, John e Felicity. O voto de Oliver é testado quando ele é atacado por Slade Wilson (Manu Bennett), um homem da época de Oliver na ilha que ressurge com uma vingança contra ele. Oliver começa a aceitar o aspirante a vigilante Roy Harper como seu protegido, e começa a receber ajuda de Quentin. Oliver também ganha outra aliada, Sara Lance (Caity Lotz), que sobreviveu a sua provação no mar seis anos antes. A temporada traz flashbacks do segundo ano de Oliver em Lian Yu, onde ele enfrenta uma nova ameaça do Dr. Anthony Ivo (Dylan Neal), enquanto continua a lutar para sobreviver ao lado dos aliados Slade e Sara, e do arqueiro Shado (Celina Jade). As origens de sua rivalidade com Slade são reveladas.
A série foi renovada para sua segunda temporada em 11 de fevereiro de 2013. A segunda temporada recebeu aclamação da crítica e teve uma média de 3,28 milhões de espectadores a cada semana. A temporada seria indicada a quinze indicações em várias categorias. Esta temporada apresenta personagens de The Flash, que estava sendo desenvolvido como um potencial spin-off na época. A temporada foi lançada em DVD e Blu-ray em 16 de setembro de 2014. A série foi renovada para uma terceira temporada em 12 de fevereiro de 2014.

## Elenco e personagens

### Principal
- Stephen Amell como Oliver Queen / Arqueiro
- Katie Cassidy como Laurel Lance
- David Ramsey como John Diggle
- Willa Holland como Thea Queen
- Emily Bett Rickards como Felicity Smoak
- Colton Haynes como Roy Harper
- Manu Bennett como Slade Wilson
- Susanna Thompson como Moira Queen
- Paul Blackthorne como Quentin Lance

### Recorrente
- Kelly Hu como Chien Na Wei / China White[3]
- John Barrowman como Malcolm Merlyn / Arqueiro Negro[a][3]
- Jessica De Gouw como Helena Bertinelli / Caçadora
- Colin Salmon como Walter Steele
- Roger Cross como Lucas Hilton
- Annie Ilonzeh como Joanna De La Vega
- Alex Kingston como Dinah Lance
- Jeffrey Nordling como Frank Bertinelli
- Celina Jade como Shado
- Adrian Holmes como Frank Pike
- Summer Glau como Isabel Rochev[4]
- Caity Lotz como  Sara Lance / Canário[3]
- Kevin Alejandro como Sebastian Blood / Irmão Sangue[5]
- Cynthia Addai-Robinson como Amanda Waller
- Teryl Rothery como Jean Loring[6]
- Dylan Bruce como Adam Donner[7]
- Bex Taylor-Klaus como Pecado[8]
- Dylan Neal como Dr. Anthony Ivo[9][b]
- Jimmy Jean-Louis como Capitão[10]
- Nicholas Lea como Mark Francis[11]
- Chelah Horsdal como Kate Spencer[12]
- Jesse Hutch como Daily
- Audrey Marie Anderson como Lyla Michaels[13]
- Sean Rogerson como Peter
- Artine Brown como Hendrick Von Arnim

### Convidados
- Michael Jai White como Ben Turner / Tigre de Bronze[3]
- Colin Donnell como Tommy Merlyn
- Grant Gustin como Barry Allen
- Seth Gabel como O Conde
- Danielle Panabaker como Caitlin Snow
- Michael Rowe como Floyd Lawton / Pistoleiro
- Carlos Valdes como Cisco Ramon
- Eugene Lipinski como Alexi Leonov
- Ben Browder como Ted Gaynor
- Michael Eklund como Barton Mathis / Dollmaker
- Robert Knepper como William Tockman / Rei do Relógio
- James Kidnie como Milo Armitage
- Katrina Law como Nyssa al Ghul
- Graham Shiels como Cyrus Gold
- Navid Negahban como Al-Owal
- Sean Maher como Mark Scheffer / Estilhaço

## Episódios
Esta temporada foi precedida de um episódio de recapitulação que foi ao ar em 2 de outubro de 2013, intitulado "Ano Um". Apresentou destaques da primeira temporada e uma prévia especial da segunda temporada.
| N.º na série | N.º na temp. | Título                                                               | Dirigido por     | Escrito por                                                                                  | Exibição original       | Audiência (milhões) |
| --- | ------------ | -------------------------------------------------------------------- | ---------------- | -------------------------------------------------------------------------------------------- | ----------------------- | ------------------- |
| 24 | 1            | "City of Heroes" "(Cidade de Heróis)" (BR)                           | John Bering      | História por : Greg Berlanti Roteiro por : Andrew Kreisberg & Marc Guggenheim                | 9 de outubro de 2013    | 2.74                |
| Diggle e Felicity viajam para Lian Yu, em busca de Oliver, que deixou Starling City depois do desmoronamento que houve no escritório de Laurel. Convencido a voltar para casa, Oliver descobre que as coisas estão piores do que ele imaginava – Isabel Rochev, está preparando uma aquisição hostil das Consolidações Queen, Thea se recusa a visitar Moira na cadeia, Roy está tentando preencher o vazio deixado pelo vigilante e Laurel está trabalhando com o Distrito Attorney para derrubar o vigilante. Enquanto isso, os flashbacks da ilha mostram Slade, Shado e Oliver em uma situação desesperadora. |              |                                                                      |                  |                                                                                              |                         |                     |
| 25 | 2            | "Identity" "(Identidade)" (BR)                                       | Nick Copus       | Ben Sokolowski & Beth Schwartz                                                               | 16 de outubro de 2013   | 3.06                |
| Oliver descobre que o medicamento que está sendo enviado para o Glades Memorial está sendo invadido por ladrões. Sem um fluxo de suprimentos, o hospital vai fechar. Roy tenta parar os ladrões, mas ele não consegue e é preso pelo oficial Lance. Oliver entra em uma dura batalha com China White e seu novo parceiro, Ben Turner, o Tigre de Bronze. Enquanto isso, Laurel faz planos para pegar o Vigilante, e Thea dá a Roy um ultimato. |              |                                                                      |                  |                                                                                              |                         |                     |
| 26 | 3            | "Broken Dolls" "(Bonecas Despedaçadas)" (BR)                         | Glen Winter      | Marc Guggenheim & Keto Shimizu                                                               | 23 de outubro de 2013   | 2.89                |
| Lance descobre que um criminoso chamado Barton Martis, que ele prendeu anos atrás, fugiu da prisão durante o terremoto e está matando e torturando mulheres de novo. Felicity se oferece como isca para que o Arqueiro, Diggle e Lance possam pegar esse vilão, mas o plano dá errado. Furioso, Mathis captura Laurel em retaliação e planeja matá-la enquanto Lance assiste. Enquanto isso, Thea e Oliver ficam perplexos quando o Advogado Adam Donner tem como objetivo dar a pena de morte para Moira. Oliver pede a Roy para ajudá-lo a encontrar a Canário. |              |                                                                      |                  |                                                                                              |                         |                     |
| 27 | 4            | "Crucible" "(Prova Severa)" (BR)                                     | Eagle Egilsson   | Andrew Kreisberg & Wendy Mericle                                                             | 30 de outubro de 2013   | 2.37                |
| Oliver descobre que um homem que atende pelo nome de "Prefeito" está trazendo armas ilegais para o Glades, então Oliver patrocina um evento para ajudar a deixar a cidade limpa. O "Prefeito" invade o evento com sua gangue e fere gravemente Pecado. A Canário fica furiosa quando ela descobre que sua amiga está no hospital e parte para a vingança. Enquanto isso, Felicity atordoa Oliver com informações sobre a Canário, Donner chama Laurel para jantar, e Diggle reencontra um velho amigo. |              |                                                                      |                  |                                                                                              |                         |                     |
| 28 | 5            | "League of Assassins" "(Liga dos Assassinos)" (BR)                   | Wendey Stanzler  | Jake Coburn & Drew Z. Greenberg                                                              | 6 de novembro de 2013   | 2.80                |
| Enquanto Oliver cuida das contusões da Canário, ele tenta convencê-la a conversar a respeito de onde ela veio, mas ela se recusa. No entanto, após Oliver e a Canário serem atacados na mansão Queen por um assassino treinado pela Liga dos Assassinos, ela confessa de que forma está conectada ao grupo nefasto. |              |                                                                      |                  |                                                                                              |                         |                     |
| 29 | 6            | "Keep Your Enemies Closer" "(Mantenha Seus Inimigos por Perto)" (BR) | Guy Bee          | Ben Sokolowski & Beth Schwartz                                                               | 13 de novembro de 2013  | 3.09                |
| Diggle descobre que Lyla está desaparecida após seguir uma pista sobre o Pistoleiro em Moscou. Com a ajuda de Oliver e Felicity, ele entra numa prisão de segurança máxima, mas para salvá-la ele precisará conjurar a sua honra. |              |                                                                      |                  |                                                                                              |                         |                     |
| 30 | 7            | "State v. Queen" "(Estado v. Queen)" (BR)                            | Bethany Rooney   | Marc Guggenheim & Drew Z. Greenberg                                                          | 20 de novembro de 2013  | 2.66                |
| Oliver fica preocupado quando uma misteriosa doença varre a cidade, infectando centenas de pessoas, inclusive Diggle. Ele descobre que Conde saiu da prisão e que ele está envolvido com isso. |              |                                                                      |                  |                                                                                              |                         |                     |
| 31 | 8            | "The Scientist" "(O Cientista)" (BR)                                 | Michael Schultz  | História por : Greg Berlanti & Andrew Kreisberg Roteiro por : Andrew Kreisberg & Geoff Johns | 4 de dezembro de 2013   | 3.24                |
| Em uma série de assaltos misteriosos, Barry Allen chega em Starling City para investigar. Oliver desconfia do recém-chegado, enquanto Felicity tem uma queda por ele. Roy e Thea correm perigo enquanto tentam encontrar um amigo de Pecado que está desaparecido. |              |                                                                      |                  |                                                                                              |                         |                     |
| 32 | 9            | "Three Ghosts" "(Três Fantasmas)" (BR)                               | John Bering      | História por : Greg Berlanti & Andrew Kreisberg Roteiro por : Geoff Johns & Ben Sokolowski   | 11 de dezembro de 2013  | 3.02                |
| Depois de brigar com Cyrus Gold, Oliver é drogado e deixado para morrer. Para curá-lo, Felicity toma uma decisão arriscada. Enquanto isso, Barry ajuda Felicity, e a conexão entre eles fica mais forte. Oliver pede a Lance para ficar de olho em Cyrus Gold. |              |                                                                      |                  |                                                                                              |                         |                     |
| 33 | 10           | "Blast Radius" "(Raio de Explosão)" (BR)                             | Rob Hardy        | Jake Coburn & Keto Shimizu                                                                   | 15 de janeiro de 2014   | 2.52                |
| Oliver continua a procura do Mascarado por trás do Mirakuro. Outro maniaco aparece em Starling City com diversos atentados explosivos. Laurel desconfia de Sebastian Blood e resolve investigar, descobrindo assim que Blood tem uma tia no manicômio. Blood resolve fazer um protesto e pede que todos os cidadãos para irem à manifestação, porém o maniaco dos explosivos espera acabar com o protesto. Roy salva Moira e se preocupa com as mudanças de seu corpo. Laurel faz uma visita à tia de Blood e descobre que na verdade ela é a mãe dele e que Sebastian matou seu pai. |              |                                                                      |                  |                                                                                              |                         |                     |
| 34 | 11           | "Blind Spot" "(Ponto Cego)" (BR)                                     | Glen Winter      | Wendy Mericle & Beth Schwartz                                                                | 22 de janeiro de 2014   | 2.49                |
| Sebastian Blood resolve matar sua mãe para que ela não o entregue. Laurel pede ajuda ao Arqueiro para que investigue Blood, porém todos os arquivos contra ele desapareceram. Roy resolve combater o crime sozinho, mas perde o controle e leva um criminoso ao hospital depois de espancá-lo. Laurel é presa por uso de substâncias ilícitas e ao sair da cadeia é sequestrada pela equipe do Mascarado. Oliver vai atras de Laurel e então eles "acabam" com o Mascarado, na verdade eles matam Daily que estava com a máscara. Laurel é despedida da promotoria e Oliver decide que seus sentimentos não o influenciarão novamente. Oliver decide ensinar Roy a controlar seus novos poderes. |              |                                                                      |                  |                                                                                              |                         |                     |
| 35 | 12           | "Tremors" "(Tremores)" (BR)                                          | Guy Bee          | Marc Guggenheim & Drew Z. Greenberg                                                          | 29 de janeiro de 2014   | 2.95                |
| Visando ensinar Roy a controlar sua força sobre-humana antes que ele acabe como Slade, o Arqueiro tenta treiná-lo. Enquanto isso, Laurel pode perder sua licença de advogada e Moira recebe uma oferta para concorrer à prefeitura de Starling City. |              |                                                                      |                  |                                                                                              |                         |                     |
| 36 | 13           | "Heir to the Demon" "(A Herdeira do Demônio)" (BR)                   | Wendey Stanzler  | Jake Coburn                                                                                  | 5 de fevereiro de 2014  | 2.86                |
| Nyssa al Ghul, a filha de Ra's al Ghul, é enviada a Starling pela Liga dos Assassinos para trazer Sara de volta, mas como ela reluta em obedecer a chamada "Filha do Demônio", Nyssa sequestra a mãe de Sara, Dinah e envenena Laurel. Sara recebe o ultimato de voltar para Nanda Parbat ou ver sua família morrer. Felicity descobre que Thea é filha de Malcolm Merlyn e Moira a chantageia, mas ela acaba contando a Oliver que rompe ligações com a mãe. Enquanto isso, Slade Wilson parte para sua próxima jogada sem a ajuda de Sebastian Blood. |              |                                                                      |                  |                                                                                              |                         |                     |
| 37 | 14           | "Time of Death" "(Hora da Morte)" (BR)                               | Nick Copus       | Wendy Mericle & Beth Schwartz                                                                | 26 de fevereiro de 2014 | 2.45                |
| O Arqueiro e Canário enfrentam a ameaça do Rei Relógio, que rouba um dispositivo para invadir os bancos de Starling. Enquanto Felicity passa por uma crise de ciúmes por causa de Oliver e Sara, a família Lance tenta reunir os pedaços do passado e recomeçar. Na ilha, Ivo abate um avião e o sobrevivente pede a Sara que tome conta de sua filha agora órfã. Em reunião com Moira, Slade finalmente aparece para Oliver. |              |                                                                      |                  |                                                                                              |                         |                     |
| 38 | 15           | "The Promise" "(A Promessa)" (BR)                                    | Glen Winter      | Jake Coburn & Ben Sokolowski                                                                 | 5 de março de 2014      | 2.21                |
| Oliver fica chocado quando descobre que Slade veio a Starling City. |              |                                                                      |                  |                                                                                              |                         |                     |
| 39 | 16           | "Suicide Squad" "(Esquadrão Suicida)" (BR)                           | Larry Teng       | Keto Shimizu & Bryan Q. Miller                                                               | 19 de março de 2014     | 2.42                |
| Após o retorno de Slade e sua promessa de fazer em sua ameaça de destruir entes queridos de Oliver, Oliver se concentra toda a sua energia na preparação para a batalha com seu ex-amigo. |              |                                                                      |                  |                                                                                              |                         |                     |
| 40 | 17           | "Birds of Prey" "(Aves de Rapina)" (BR)                              | John Bering      | Mark Bemesderfer & A.C. Bradley                                                              | 26 de março de 2014     | 2.62                |
| A Caçadora retorna e faz reféns no tribunal quando seu pai foi preso. Laurel está entre as tomadas, o que leva a sua irmã, a Canario, para lutar contra a Caçadora em um confronto épico. Enquanto isso, Roy tenta manter Thea segura, mas ela não gosta do jeito que ele é forçado a fazê-lo. |              |                                                                      |                  |                                                                                              |                         |                     |
| 41 | 18           | "Deathstroke" "(O Exterminador)" (BR)                                | Guy Bee          | Marc Guggenheim & Drew Z. Greenberg                                                          | 2 de abril de 2014      | 2.32                |
| Slade faz o seu movimento contra Oliver e as repercussões são graves. Oliver tenta desesperadamente proteger a sua família, mas um jogador-chave em sua equipe questiona suas decisões. Enquanto isso, Isabel tenta levar Consolidações Queen longe de Oliver. |              |                                                                      |                  |                                                                                              |                         |                     |
| 42 | 19           | "The Man Under the Hood" "(O Homem Embaixo do Capuz)" (BR)           | Jesse Warn       | História por : Greg Berlanti & Geoff Johns Roteiro por : Andrew Kreisberg & Keto Shimizu     | 16 de abril de 2014     | 2.26                |
| O Arqueiro batalha com Slade, o que resulta em um membro da Equipe do Arqueiro indo para o hospital. Enquanto isso, Thea atinge seu ponto de ruptura, e Laurel luta com um novo segredo. |              |                                                                      |                  |                                                                                              |                         |                     |
| 43 | 20           | "Seeing Red" "(Visto Vermelho)" (BR)                                 | Doug Aarniokoski | Wendy Mericle & Beth Schwartz                                                                | 23 de abril de 2014     | 2.19                |
| Roy se rende totalmente ao Mirakuru e começa a atacar civis sem motivo. Oliver e Sara o perseguem até o antigo lar de Sara e Pecado, mas Roy os derrota facilmente, inutilizando uma perna de Oliver na luta e matando um policial ao escapar. Sara decide que Roy deve ser morto, mas Oliver ainda espera conseguir salvá-lo. Ela o deixa por não se considerar boa o suficiente para ele, e sai da cidade, dizendo a Pecado que irá visitar "um amigo". Thea, sabendo do estado de Roy, tenta salvá-lo atraindo-o para sua casa noturna. Ele chega ao local após um comício de Moira, mas Oliver o detém com flechas tranquilizantes. Pouco antes do comício, Moira havia decidido abandonar as eleições para se dedicar exclusivamente em reconstruir sua relação com Thea, mas Oliver a convence a continuar a campanha. Logo depois, ela sugere que sabe que ele é o Arqueiro. Voltando do comício, Moira tenta revelar um segredo sobre Malcolm Merlyn aos filhos, mas a família é atacada por Slade, que recria a cena em que Shado foi morta e força Oliver a escolher entre Thea e sua mãe. Moira então se oferece para o sacrifício em favor de sua filha e Slade a executa, avisando que ainda há uma pessoa para morrer. Flashbacks mostram sete anos atrás, quando Oliver engravidou uma garota, mas Moira secretamente a subornou para que fugisse da cidade e dissesse a Oliver que perdeu o bebê. |              |                                                                      |                  |                                                                                              |                         |                     |
| 44 | 21           | "City of Blood" "(Cidade de Sangue)" (BR)                            | Michael Schultz  | Holly Harold                                                                                 | 30 de abril de 2014     | 2.31                |
| Oliver pensa em suas opções depois de receber ameaças de Slade. Enquanto isso, Diggle e Felicity tem medidas drásticas para parar Oliver de confrontar Slade. Thea pondera sobre sair da cidade e Laurel continua seu impulso contra Sebastian Blood. |              |                                                                      |                  |                                                                                              |                         |                     |
| 45 | 22           | "Streets of Fire" "(Ruas de Fogo)" (BR)                              | Nick Copus       | Jake Coburn & Ben Sokolowski                                                                 | 7 de maio de 2014       | 2.33                |
| Oliver reúne sua equipe ao mesmo tempo que os soldados de Slade atacar a cidade. Felicity recebe um telefonema do S.T.A.R. Labs com notícias e Thea fica cara-a-cara com o seu pai, Malcolm Merlyn. |              |                                                                      |                  |                                                                                              |                         |                     |
| 46 | 23           | "Unthinkable" "(Impensável)" (BR)                                    | John Bering      | História por : Greg Berlanti Roteiro por : Marc Guggenheim & Andrew Kreisberg                | 14 de maio de 2014      | 2.37                |
| Oliver deve decidir de uma vez por todas se é um assassino ou um herói. Slade continua com o seu plano para matar mais uma pessoa na vida de Oliver. Enquanto o Arqueiro lutou durante o ano inteiro para ser mais do que um assassino, quando Slade captura alguém com quem ele se importa, o herói é forçado a admitir que as vezes fazer o impensável é a única maneira de deter os monstros. Enquanto isso, Diggle se une a Amanda Waller e mais alguns amigos para ajudar. Thea recorre a Roy quando mais precisa de ajuda. |              |                                                                      |                  |                                                                                              |                         |                     |

## Produção

### Desenvolvimento
Em 11 de fevereiro de 2013, a The CW renovou Arrow para uma segunda temporada para a temporada 2013–14.
Um piloto de backdoor para The Flash seria originalmente o vigésimo episódio, mas devido à recepção positiva da aparição de Grant Gustin no oitavo e nono episódios, os executivos da The CW o descartaram em favor de um piloto tradicional para dar mais tempo aos desenvolvedores para dar corpo ao personagem, além de receber um aumento no orçamento.

### Escolha do elenco
Emily Bett Rickards, Colton Haynes e Manu Bennett foram todos promovidos a regulares da série. Jacqueline MacInnes Wood, que originalmente interpretou Sara Lance no piloto, não voltou e foi substituída por Caity Lotz.

### Traje
Na segunda metade da segunda temporada, Oliver substitui sua máscara "pintada" por uma máscara de dominó, semelhante à usada pelo personagem dos quadrinhos. A mudança é abordada na tela, com Kreisberg dizendo: "Ele não apenas colocou uma máscara. Na verdade, é um grande ponto da trama em um episódio, e há realmente uma história por trás, não apenas a necessidade da máscara, mas também que o fornece." Ao adicionar a máscara agora, Kreisberg afirmou que," Conceitualmente, era algo que queríamos fazer porque o próprio Oliver está evoluindo como o Flecha - de vigilante a herói, mais ou menos de Flecha a Verde Arrow - e queríamos ver essa progressão em seu traje também. Como Oliver está abraçando a ser um herói, ser um herói significa sair da escuridão e ser mais um símbolo, então ele precisa tomar medidas para esconder mais sua identidade." Ele acrescentou que" permitirá que o Arrow interaja com pessoas que não conhecem sua identidade de uma forma muito mais orgânica do que mantê-lo constantemente com a cabeça baixa."
A figurinista Maya Mani reuniu cerca de 50 opções de máscara para os produtores. Kreisberg disse: "O que há de tão maravilhoso no design que Maya criou é que ele realmente é muito simples e parece que faz parte de sua fantasia desde o início ... assim que finalmente colocamos esta máscara e a colocamos Stephen [Amell], até mesmo Stephen estava tipo, 'Este é o certo.'" No episódio "Three Ghosts", Oliver recebe a máscara de Barry Allen, que é capaz de criar uma máscara que ajudará a esconder seu identidade, embora ainda seja funcional e permitindo que Oliver veja claramente.

### Música
Todas as faixas escritas e compostas por Blake Neely. 
| Lista de faixas de Arrow – Original Television Soundtrack: Season 2 |                                                   |         |  |
| N.º                                                                 | Título                                            | Duração |  |
| 1.                                                                  | "Time to Come Home"                               | 1:51    |  |
| 2.                                                                  | "I Don't Blame You"                               | 2:06    |  |
| 3.                                                                  | "A Different Way"                                 | 2:38    |  |
| 4.                                                                  | "City of Heroes / Canary"                         | 3:02    |  |
| 5.                                                                  | "Love Is the Most Powerful Emotion"               | 1:53    |  |
| 6.                                                                  | "Off of the Island, Onto a Freighter"             | 2:17    |  |
| 7.                                                                  | "Building a Team"                                 | 2:07    |  |
| 8.                                                                  | "Blind Spot"                                      | 2:46    |  |
| 9.                                                                  | "Forced to Make a Choice / Slade's Metamorphosis" | 2:51    |  |
| 10.                                                                 | "The Scientist"                                   | 2:25    |  |
| 11.                                                                 | "Roy Becomes a Hero"                              | 2:58    |  |
| 12.                                                                 | "Mirakuru Spreads / Brother Blood"                | 2:35    |  |
| 13.                                                                 | "Heir to the Demon"                               | 1:52    |  |
| 14.                                                                 | "Get Your Soul Back"                              | 2:27    |  |
| 15.                                                                 | "This Ends Tonight"                               | 2:02    |  |
| 16.                                                                 | "Stay Away From Her"                              | 2:07    |  |
| 17.                                                                 | "Deathstroking / Creating an Army With a Needle"  | 4:07    |  |
| 18.                                                                 | "Own Worst Enemy"                                 | 3:21    |  |
| 19.                                                                 | "A.R.G.U.S.'s Suicide Squad"                      | 2:08    |  |
| 20.                                                                 | "Promise Kept"                                    | 3:44    |  |
| 21.                                                                 | "The Man Under the Hood"                          | 3:17    |  |
| 22.                                                                 | "Secret Destiny"                                  | 2:57    |  |
| 23.                                                                 | "In the Crosshairs"                               | 3:10    |  |
| 24.                                                                 | "Purest Heart"                                    | 1:43    |  |
| 25.                                                                 | "The Essence of Heroism"                          | 2:46    |  |
| 26.                                                                 | "Tunnel Fight"                                    | 2:04    |  |
| 27.                                                                 | "Never Again"                                     | 4:17    |  |
| Duração total:                                                      | Duração total:                                    | 1:11:31 |  |

## Lançamento

### Exibição
A temporada começou a ser exibida nos Estados Unidos na The CW em 10 de outubro de 2013, e completou sua exibição de 23 episódios em 14 de maio de 2014.

### Mídia doméstica
Arrow: A 2ª temporada foi lançada como um conjunto de 5 discos de DVD e um pacote combinado de 9 discos Blu-ray e DVD em 16 de setembro de 2014 nos Estados Unidos e 15 de setembro de 2014 no Reino Unido. Os conjuntos de DVD e Blu-ray box contêm recursos adicionais, incluindo making-of, cenas deletadas, gag reel e destaques do Paley Fest.

## Recepção

### Resposta Crítica
A segunda temporada recebeu críticas favoráveis. Jeff Jensen, da Entertainment Weekly, deu à primeira metade da segunda temporada uma classificação de B +, dizendo: "Arrow possui uma inteligência que brilha através de seus valores de produção do orçamento de TV, que não são tão miseráveis. A escrita é adulta e espirituosa, a ação é emocionante, e Amell mantém o centro com facilidade bem cultivada." Carrie Raisler do The A.V. Club deu à primeira metade da segunda temporada uma classificação de A-. Ela disse: "Arrow [se] estabeleceu oficialmente como um dos programas mais gratificantes da televisão. O mais gratificante de tudo é que fez isso respeitando seus personagens ... [Arrow respeita] as raízes dos quadrinhos do personagem em seus enredos abrangentes, tudo ao mesmo tempo usando as histórias de novela apropriadas para a rede para fazer o levantamento de personagens pesados."
A avaliação do site Rotten Tomatoes deu para a série um índice de 95% de aprovação dos críticos, baseado em 12 comentários. O consenso do site disse: "A segunda temporada de Arrow apresenta uma ação mais fantástica, bem como um elenco cada vez maior de personagens intrigantes e ricamente escritos."

### Audiência
A segunda temporada teve uma média de 3,28 milhões de telespectadores em 23 episódios, ocupando a 128ª posição entre as visualizações do programa de televisão.
| №  | Título                     | Exibição original       | Rating/share (18–49) | Audiência (em milhões) | DVR (18–49) | Audiência em DVR (milhões) | Total (18–49) | Audiência total (em milhões) |
| -- | -------------------------- | ----------------------- | -------------------- | ---------------------- | ----------- | -------------------------- | ------------- | ---------------------------- |
| 1  | "City of Heroes"           | 9 de outubro de 2013    | 0.9/3                | 2.74                   | 0.5         | N/A                        | 1.4           | N/A                          |
| 2  | "Identity"                 | 16 de outubro de 2013   | 1.1/3                | 3.06                   | N/A         | N/A                        | N/A           | N/A                          |
| 3  | "Broken Dolls"             | 23 de outubro de 2013   | 0.9/3                | 2.89                   | 0.5         | N/A                        | 1.4           | N/A                          |
| 4  | "Crucible"                 | 30 de outubro de 2013   | 0.8/2                | 2.37                   | 0.5         | N/A                        | 1.3           | N/A                          |
| 5  | "League of Assassins"      | 6 de novembro de 2013   | 1.0/3                | 2.80                   | N/A         | N/A                        | N/A           | N/A                          |
| 6  | "Keep Your Enemies Closer" | 13 de novembro de 2013  | 1.2/3                | 3.09                   | N/A         | N/A                        | N/A           | N/A                          |
| 7  | "State v. Queen"           | 20 de novembro de 2013  | 1.0/3                | 2.66                   | N/A         | N/A                        | N/A           | N/A                          |
| 8  | "The Scientist"            | 4 de dezembro de 2013   | 1.2/3                | 3.24                   | N/A         | N/A                        | N/A           | N/A                          |
| 9  | "Three Ghosts"             | 11 de dezembro de 2013  | 1.1/3                | 3.02                   | N/A         | N/A                        | N/A           | N/A                          |
| 10 | "Blast Radius"             | 15 de janeiro de 2014   | 0.9/3                | 2.52                   | 0.6         | N/A                        | 1.5           | N/A                          |
| 11 | "Blind Spot"               | 22 de janeiro de 2014   | 0.9/2                | 2.49                   | 0.6         | N/A                        | 1.5           | N/A                          |
| 12 | "Tremors"                  | 29 de janeiro de 2014   | 1.1/3                | 2.95                   | 0.5         | 1.34                       | 1.6           | 4.29                         |
| 13 | "Heir to the Demon"        | 5 de fevereiro de 2014  | 1.0/3                | 2.86                   | 0.5         | N/A                        | 1.5           | N/A                          |
| 14 | "Time of Death"            | 26 de fevereiro de 2014 | 0.9/3                | 2.45                   | N/A         | N/A                        | N/A           | N/A                          |
| 15 | "The Promise"              | 5 de março de 2014      | 0.7/2                | 2.21                   | 0.5         | N/A                        | 1.2           | N/A                          |
| 16 | "Suicide Squad"            | 19 de março de 2014     | 0.8/3                | 2.42                   | 0.5         | N/A                        | 1.3           | N/A                          |
| 17 | "Birds of Prey"            | 26 de março de 2014     | 0.9/3                | 2.62                   | N/A         | N/A                        | N/A           | N/A                          |
| 18 | "Deathstroke"              | 2 de abril de 2014      | 0.8/3                | 2.32                   | 0.5         | N/A                        | 1.3           | N/A                          |
| 19 | "The Man Under the Hood"   | 16 de abril de 2014     | 0.7/2                | 2.26                   | 0.4         | N/A                        | 1.1           | N/A                          |
| 20 | "Seeing Red"               | 23 de abril de 2014     | 0.7/2                | 2.19                   | 0.5         | N/A                        | 1.2           | N/A                          |
| 21 | "City of Blood"            | 30 de abril de 2014     | 0.8/3                | 2.31                   | N/A         | N/A                        | N/A           | N/A                          |
| 22 | "Streets of Fire"          | 7 de maio de 2014       | 0.8/2                | 2.33                   | N/A         | N/A                        | N/A           | N/A                          |
| 23 | "Unthinkable"              | 14 de maio de 2014      | 0.9/3                | 2.37                   | N/A         | N/A                        | N/A           | N/A                          |

### Prêmios e indicações
| Ano  | Prêmio                 | Categoria                                                          | Nomeado(s)                                                                      | Resultado | Ref.   |
| ---- | ---------------------- | ------------------------------------------------------------------ | ------------------------------------------------------------------------------- | --------- | ------ |
| 2014 | Constellation Awards   | Best Male Performance in a 2013 Science Fiction Television Episode | Stephen Amell ("The Odyssey")                                                   | Indicado  | [ 61 ] |
| 2014 | Constellation Awards   | Best Science Fiction Television Series of 2013                     | Arrow                                                                           | Indicado  | [ 61 ] |
| 2014 | IGN Awards             | Best TV Action Series                                              | Arrow                                                                           | Venceu    | [ 62 ] |
| 2014 | IGN Awards             | Best TV Hero                                                       | Oliver Queen                                                                    | Venceu    | [ 63 ] |
| 2014 | Leo Awards             | Best Cinematography Dramatic Series                                | Gordon Verheul ("Sacrifice")                                                    | Indicado  | [ 64 ] |
| 2014 | Leo Awards             | Best Dramatic Series                                               | Greg Berlanti, Joseph P. Finn, Marc Guggenheim, Andrew Kreisberg, Wendy Mericle | Indicado  | [ 64 ] |
| 2014 | Leo Awards             | Best Lead Performance by a Male Dramatic Series                    | Stephen Amell ("Crucible")                                                      | Indicado  | [ 64 ] |
| 2014 | Leo Awards             | Best Lead Performance by a Female Dramatic Series                  | Emily Bett Rickards ("Three Ghosts")                                            | Indicado  | [ 64 ] |
| 2014 | Leo Awards             | Best Make-Up Dramatic Series                                       | Danielle Fowler ("Keep Your Enemies Closer")                                    | Indicado  | [ 64 ] |
| 2014 | Leo Awards             | Best Stunt Coordination Dramatic Series                            | J. J. Makaro ("The Scientist")                                                  | Indicado  | [ 64 ] |
| 2014 | People's Choice Awards | Favorite Sci-Fi/Fantasy TV Actor                                   | Stephen Amell                                                                   | Indicado  | [ 65 ] |
| 2014 | Satellite Awards       | Satellite Award for Best Television Series – Genre                 | Arrow                                                                           | Indicado  | [ 66 ] |
| 2014 | Saturn Awards          | Best Youth-Oriented Television Series                              | Arrow                                                                           | Indicado  | [ 67 ] |
| 2014 | Teen Choice Awards     | Choice Sci-Fi/Fantasy TV Show                                      | Arrow                                                                           | Indicado  | [ 68 ] |
| 2014 | Teen Choice Awards     | Choice TV Female Breakout Star                                     | Emily Bett Rickards                                                             | Indicado  | [ 68 ] |
| 2014 | Young Hollywood Awards | Super Superhero                                                    | Stephen Amell                                                                   | Indicado  | [ 69 ] |
| 2015 | PRISM Awards           | Performance in a Drama Multi-Episode Storyline                     | Katie Cassidy                                                                   | Venceu    | [ 70 ] |